# Reserva Natural de Säärenõmme
A Reserva Natural de Säärenõmme é uma reserva natural localizada no Condado de Saare, na Estónia.
A área da reserva natural é de 395 hectares.
A área protegida foi fundada em 2005 para proteger os valiosos tipos de habitats e espécies ameaçadas em Liigalaskma e Taaliku (ambos locais da antiga freguesia de Orissaare).